# Simon & Malou
Simon & Malou er en dansk filmkomedie fra 2009 skrevet af Lars Mering og instrueret af Theis Mølstrøm Christensen. Den har Dejan Cukic og svenske Tuva Novotny i hovedrollerne.

## Handling
Simon (Dejan Cukic) er børnebogsforfatter og noget ustruktureret. Hans kæreste Tina (Line Kruse) er netop gået fra ham, fordi han ikke kan tage sig sammen til at finde ud af, om han skulle være skyld i, at de ikke kan få børn. Han har sat sin lejlighed til salg, men glemt det igen, så da den tjekkede svenske advokat Malou (Tuva Novotny) ankommer for at overtage lejligheden, bliver det en overraskelse for begge.
Malou går nødtvungent med til, at Simon bliver i lejligheden nogle dage, til han finder et andet sted at bo. Men bofællesskabet giver forstyrrelser i Malous liv, der er målrettet mod en karriere i advokatfirmaet ledet af karrierekvinden Marianne (Solbjørg Højfeldt), som har stillet et partnerskab i sigte for Malou, hvis hun klarer det godt.
Simon må indse, at hans sædkvalitet ikke er god, og han må nøjes med at glæde sig over vennen Carsten (Robert Hansen) og dennes kæreste Lotte (Laura Drasbæk) og deres nyfødte datter. Da Simon rammes af en bil, kvæster han sine arme, så han ikke kan noget selv, hvilket tvinger Malou til at hjælpe ham med lidt af hvert, og i øvrigt udsætter Simons flytning. Da hendes svenske kæreste Stefan (Joel Kinnaman), der er lige så karrierebevidst, kommer på besøg, bliver han sur over, at Simon bor i lejligheden, og sagen bliver ikke bedre, da han tvinges til at hjælpe Simon med at tisse. Stefan forlader derfor Malou i vrede.
Efterhånden drages Simon og Malou mere mod hinanden, og Malou tager ham med til firmafest som sin kæreste. Firmaets top ender i Simon og Malous lejlighed, da Stefan dukker op parat til at tilgive Malou. Men med Simon som Malous påtagne kæreste forlader Stefan hende for alvor.
Med Malous hjælp får Simon omsider skrevet sin bog færdig og tager efterfølgende på rejse på ubestemt tid på Malous anbefaling. Men begge indser, at de elsker hinanden, og Malou opdager, at hun er gravid. Da Simon kommer hjem igen, forenes parret omsider, og alle forviklinger løses endegyldigt.

## Medvirkende
- Tuva Novotny – Malou
- Dejan Cukic – Simon
- Joel Kinnaman – Stefan, Malous svenske kæreste
- Cecilie Thomsen – Maria
- Robert Hansen – Carsten, Simons ven
- Laura Drasbæk – Lotte
- Sara Indrio – Kerstin
- Line Kruse – Tina, Simons tidligere kæreste
- Rafael Edholm – Gustav
- Mille Dinesen – Søs, Malous kollega og veninde
- Solbjørg Højfeldt – Marianne, Malous chef
- Martin Hestbæk – Tom
- Christiane Schaumburg-Müller – sekretær
- Thomas Leth Rasmussen – Arne, Mariannes sekretær

## Filmens tilblivelse
Filmens egentlige instruktør er Lasse Spang Olsen, der stod for instruktionen under alle filmoptagelserne. Imidlertid blev han fyret efter store uoverensstemmelser med manuskriptforfatteren og producerne. Han forlangte derpå at blive slettet fra filmens krediteringer, og instruktørassistenten Theis Mølstrøm Christensen blev i stedet sat på som instruktør.

## Modtagelse
Filmen fik overordnet set moderate anmeldelser. I Ekstra Bladet betegnede Kirstine Krefeld den som "frygtelig fantasiløs" og gav 2 af 6 stjerner. I Information blev filmen beskrevet som "et hæderligt bud på halvanden times eskapisme", og i Jyllands-Posten blev den beskrevet som "en rodekasse af klicheer" og "enkelte scener er hysterisk morsomme".